# Керимов, Муса Асад оглы
Муса Асад оглы Керимов (азерб. Musa Əsəd oğlu Kərimov; 12 января 1906, Шемахинский уезд — 14 сентября 1965, Шемахинский район) — советский азербайджанский агроном. Герой Социалистического Труда (1948).

## Биография
Родился 12 января 1906 года в селе Гёйляр Шемахинского уезда Бакинской губернии (ныне Шемахинский район Азербайджана).
Участник Великой Отечественной войны.
Начала трудовую деятельность в 1933 году рядовым колхозником в колхозе имени Энгельса Шемахинского района, позже звеньевой в этом же колхозе и рабочий в совхозе. В 1947 году получил высокий урожай пшеницы — 31,5 центнера с гектара на площади 12 гектаров.
Указом Президиума Верховного Совета СССР от 10 марта 1948 года, за получение высоких урожаев хлопка и пшеницы в 1947 году на поливных землях при выполнении колхозами обязательных поставок и контрактации по всем видам сельскохозяйственной продукции, натуроплаты за работы МТС в 1947 году и обеспеченности семенами всех культур для весеннего сева 1948 года, Керимову Мусе Асад оглы присвоено звание Героя Социалистического Труда с вручением ордена Ленина и золотой медали «Серп и Молот».
Скончался 14 сентября 1965 года в родном селе.